# Рів (Жмеринський район)
Рів — село в Україні, у Жмеринській міській громаді Жмеринського району Вінницької області.

## Географія
Село розташоване поблизу Жмеринки, на перехресті двох автомобільних трас — Могилівської і Барської на обох берегах річки Рів. Село Рів однойменне з річкою, простяглось вздовж її берегів. Західне узбережжя підвищене, впирається в розвилку двох асфальтованих доріг. Одна іде на північ у напрямку міста Вінниці, друга — на захід, у бік міста Бар. Утворене роздоріжжя існує недавно, з часу введення в дію Могилів-Подільської траси. Переїжджаючи залізобетонні мости, бачиш обабіч дороги велетні дуби, що поступово переходять в мішаний ліс. Центральна правобережна частина села знаходиться в пониззі долини за широкою заплавою, порослою очеретами і рогозою. Серед них несе свої води річка Рів, прикрившись верховіттям старих верб. У сухішій частині заплави отаборились вільхи. З ранньої весни на них гніздиться вороння, піднімаючи галасливі сварки за територію. Підгачена ставом течія річки поступово сповільнюється, заливаючи водою широку долину і переходить в Тартацький став. Протяжність села сягає до трьох кілометрів. Сполучення між правою і лівою частинами річки йде через два автодорожні мости і один кладковий перехід.

## Історія села Рів
У люстрації 1469 року вказано, що згода на викуп фортеці Ров з рук короля вартує 100 марок та що лист Ляща містить гарантію ста марок.

Поселення виникло поблизу древнього Межирова, що лежить в межиріччі Рову і Думки. 
|  | Сьомакове (Сьомаки) супроти давньої осади (поселення) с. Рів та с. Демидовці, |

 — пише професор, автор книги « Вінниця в XIV—XVII ст.» В. Д. Отамановський. Це дещо проливає світло на заснування с. Рів. Михайло Грушевський в книзі "Барське староство>> період у 1550 р. за управління Бони подає список сіл, що входили до Барського староства. У цьому списку села Рів немає. Причини можуть бути такі: або воно тоді не існувало, а, можливо, не входило до Барського старостатства? Виникає протиріччя між твердженням В. Д. Отамановського, що с. Рів давня осада.

У списку сіл 1789 р. М. Грушевського в складі Барського старостатства є с. Рів з уточненням (біля Межирова). Знову виникає дві думки: с. Рів виникло між 1550 та 1789 роками? Село Рів ввійшло до Барського старостатства в ці роки? Відповісти на виниклі запитання допомагає В. Д. Отамановський. Цитую судовий лист:
|  | 25. 5. 1530 р. с. Демидовці (Демидівка) над річкою Ровом давня колонізація, географічне положення цієї осади (поселення) на Барськім Побужжю, природнича оборонність та безпосереднє сусідство з давньою осадою (поселенням) с. Рів дають підстави вважати с. Демидівці також за давню осаду |

 З цього документа зникає сумнів, що в 1530 р. с. Рів існувало, але не входило до складу Барського старостатства. Але давня осада, на яку зсилався В. Д. Отамановський, не дає нам відповіді про хоч наближений час існування давньої колонізації. Цитую знов згаданого автора: «Перша половина XV ст. окрім з'явлення нових осад на терені давньої колонізації на річці Згар виникли Новоселиця та Новоселиці на правобережжі річки Ровець, друга половина XV ст.» (ст. 76).
"…Враховуючи оборонне і географічне положення с. Сьомакове супроти давньої осади Рів та с. Демидівці (Виперсовичі) дають підстави вважати їх існуючими в XV ст. (ст. 75). І ще наведу одну цитату того ж автора. Він вважав, що 
|  | ...Пултовці та масиви на сточищі р. Рів відносяться до стародавньої колонізації, вони портали ці осади в середині XIII віку, |

 тобто 1250 р. Під сточищем автор розумів територію, з якої стікали води в р. Рів. Таке твердження В. Д. Отамановського збігається з існуючою думкою, що древній Межирів дійсно існував до поневолення монголо-татарським нашестям і був учасником цих подій. Намагаючись з'ясувати час виникнення поселення с. Рів, вдалось більш ґрунтовно знайти (через В. Д. Отамановського) час стародавньої колонізації на сточищі річки Рів. Хочу уточнити, як потрібно розуміти вираз «стародавня колонізація». За В. Д. Отамановським, заселення певних територій місцевим населенням, вони з часом отримають загальну назву українців, від слова окраїна. До цього узагальнюючого слова ще лежав довгий кривавий принизливий багатостраждальний шлях боротьби за її незалежність, щоб з окрайця виросла незалежна вільна Україна.
Природні умови, а саме розташування села на території колишнього Сарматського моря зумовили наявність тут відкладів білого вапнякового каменю товщиною десятки метрів. У південно-західній частині села, по дорозі на с. Межирів, збудовані вапняково-випалювальні печі висотою до 30 метрів, в діаметрі — за 10. Для їх безперервної роботи видобувалась велика кількість каменю. Печі безупинно працювали десятки років, забезпечуючи потреби регіону в негашеному вапні. Потім печі погасили, бо попит на нього зменшився: колений цукровий завод для своїх потреб придбав установки для випалювання вапна. Рівські запаси вапнякового каменю невичерпні. Для розкислення ґрунтів колись масово використовували заводське вапно-дифікат, а пізніше — роздроблену мілку фракцію сирого вапнякового каменю. Каменедробарки збереглись, а виробництво призупинено через нерентабельність.
"У другій половині XIX ст. польський поміщик князь Василь Сергійович Мещерський отримав у володіння землі на правому і лівому березі річки Рів. Йому належали села: Рів, Біликівці, Межирів, Мартинівка, Коростівці та Михайлівка (нині Подільське) ". В XIX ст. було споруджено розкішний палац на 48 кімнат з басейном, водокачкою, оранжереєю, звіринцем та каретним двором. Маєток був зруйнований в 1918 році, зберігся лише будинок кучера та криниця, звідки йде вода до водонапірної башти, а звідти подається людям на півсела. Дружину князя звали Варвара Дмитрівна Апросімова. її діти — Олександр Дмитрович Апросімов жив у Канаді, а дочка — Варвара Дмитрівна Апросімова і внучка Катерина Яківна Якушова проживали в с. Рів. Тепер, якщо жива, мешкає у своєї дочки в Новосибірську. У час колективізації було розкуркулено 5 сімей і вислано в Сибір. В 1937-1938 рр. репресовані Федір Михайлович Крупач, Семен Бахур, Станіслав Карлович, Іван Котляр, їх посмертно реабілітовано наприкінці 1980 р.
Перед початком Німецько-радянської війни почали будувати автомобільну трасу до м. Могилів-Подільський. Вона отримала назву прифронтової дороги (рокади), так як проходила поблизу прикордонної лінії. Нашвидкуруч насипалось земляне полотно, зводились залізобетонні мости. На роботах працювали ув'язнені. В 1941 р. один з мостів був зірваний. Його відновили після війни, коли закінчували будівництво цієї траси. У період окупації в селі діяла підпільна група. Вона входила до складу Жмеринської підпільної організації «Радянський патріот». Трьох з групи — Семена Павловича Моргуна, Якова Кириловича Білана, Степана Хомича Шелінговського — схоплено жандармами і розстріляно в Тираспільській тюрмі. 55 воїнів загинуло під час Німецько-радянської війни.
Під час роботи в електронних архівах було знайдено аерофотознімок, здійснений німецькою авіацією Люфтваффе у травні 1944 року, відповідно на даному знімку зображено життя села станом на 44 рік. https://commons.wikimedia.org/wiki/File:Аерофотознімок_Люфтваффе_за_березень_1944_року.jpg
У період голоду 1947 р. ходила поговірка про сусідні села: «Пішов у Сьомаки — ні хліба, ні борошна, пішов у Тартак — і там так, пішов у Рів — щоб згорів». Того року померло 7 чоловік. На життя селян і розвиток села завжди впливало місцеве господарство. У п'ятдесятих роках рівський колгосп був одним із відсталих у районі. Після обрання головою колгоспу Василя Афанасійовича Ставнійчука, завідувача ферми сербинівського колгоспу, люди відчули зміни. Василь Афанасійович почав розширювати тваринницьку галузь — свинарство і господарство піднялось на ноги. Через брак освіти його переобрали. Керівниками були і зоотехніки, і агрономи, і партійно-комсомольські працівники. Господарство росло і розвивалось, але значно повільніше. Нинішньому керівнику Миколі Никифоровичу Прокопенку у складних умовах перебудовчого періоду і заміни колективної власності вдалось зберегти, утримати і стабілізувати господарство, пристосувати до нових умов господарювання. Свиноферма на 2002 р. мала 460 свиней в той час, коли в районі цю галузь звели нанівець, 430 голів великої рогатої худоби, з них 130 корів мала Межирівська бригадна тваринницька ферма. Тут працюють люди з однієї сім'ї: Шелест Людмили Юхимівна — доярка, її чоловік, Іван Корнійович — дояр, їх син, Анатолій — дояр і слюсар. Ольга Мусіївна Білан має 20 основних свиноматок. Тур за туром ідуть опороси, росте і множиться поголів'я. Очолює понад 10 років свиноферму Бендовська Людмила Францівна — добрий організатор і чуйний, доброзичливий керівник. Чайковська Марія Григорівна з 16-ти років — ланкова (хоч пішов їй уже сьомий десяток) разом з колективом вирощує цукрові буряки. Валерію Олександровичу Коліснику доводиться працювати на різних сільськогосподарських роботах на старій зношеній техніці різної модифікації. Але ставлення до неї і до роботи завжди сумлінне, добросовісне, тому і є віддача. У числі перших у 1993 р. захотіли стати фермерами 6 чоловік, що мали потяг до сільськогосподарської справи. Просили вони на загальних зборах колгоспу по 50 гектарів землі. Отримали по п'ять — всього 25 га. Мало їм сприяли держава, район, село. Сьогодні в селі залишився один фермер Петро Павлович Посвалюк. Власники земельних паїв в 2001 р. отримали по 3 гектари землі, на кожний гектар оренди по 3 центнери зернових. Селяни чекають змін в назрілих питаннях села: паритетних цін до затрат на виробництво товару і його вартості, компенсації затрат з боку держави на підтримку сільського виробника, як це робиться в усіх цивілізованих країнах.
Кожен навчальний заклад має свою історію. У 1893 р. відкрили Рівську школу грамоти. Свого приміщення не було, навчання проводив місцевий дяк. У 1932 р. її перетворили в семирічну. У період репресій арештували вчителя Тимофія Яковича Кабалюка, він був розстріляний в Людавському лісі. З 1944 по 1952 роки в селі існувала початкова школа, її очолював учитель-фронтовик Леонід Никифорович Гусак. Він реорганізував школу в семирічну. 25 грудня 1966 р. після служби в армії молодший лейтенант зайшов до завідувача відділу освіти Михайла Пилиповича Мироненка. Той, вітаючись, сказав: — Чекаємо тебе з нетерпінням, чекає й посада директора школи в селі Рів. — Я гак не мозку, — намагався заперечити військовий. — Не такий час, не можна чекати. — Значить, добру дирку приготували… — Бери нашу автомашину, поїдь подивись. Пригадував через багато років Василь Михайлович Зелений. Побачив він школу з чотирьох класних кімнат. В одній впала стеля, те ж саме сталося в інших. Викликав районну комісію — їхала чотири дні. Уроки проводили на подвір'ї, потім — в дитячому садку. Тоді ремонт приміщення вирішили розпочати своїми силами. Спочатку організували суботники. На перший прийшло 33 чоловіки, на другий — 11, на третій — 3. У школі була бортова автомашина. У двох з вчителем праці Олександром Павловичем Ковальчуком взялись за будівництво школи на вісім класних кімнат. Вивезли 110 тисяч штук цегли, з допомогою учнів вантажили і розвантажували її. Робили кладку стін з дітьми, на другий рік — з студентами будівельного загону, не маючи навичок в мулярській справі. Не раз доводилось розбирати покладене і починати заново. Керував роботою О. П. Ковальчук, а виконробом був директор ніколи, який до того часу нічого і ніколи не будував. Ініціативного директора обрали ще й головою сільської ради, так як не було охочих прийняти недобудовану школу. Її будівництво завершено влітку 1971 р. Періного вересня урочисто відкрили збудовану Рівську школу. Директору, як головному будівничому, вручили грамоту і годинник. Його, як офіцера, скоро призвали на військову службу. Школу прийняв В. С. Репінський, пізніше він передав її Поліні Павлівні Шаповалюк, а вона — Ніні Альбінівні Шмаль. За її керівництва змінилось оформлення школи. Учитель малювання Анатолій Степанович Захарчук переоформив коридори, вчителі обладнали навчальні кабінети і класи, школа стала більш сучасною і в змаганні зайняла перше місце в районі серед восьмирічних шкіл. Ніна Альбінівна розпочала добудову спортивного залу і двох класних кімнат. Закінчила добудову Раїса Петрівна Войтюк, оскільки Н. А. Шмаль призначили завідувачкою Жмеринського міського відділу освіти. Заслуженим авторитетом в селі користувались вчителі: Євгена Петрівна Заболотнюк, Олена Володимирівна Стефанович, Олександр Павлович Ковальчук, Любов Констянтинівна Зоць, Інна Костянтинівна Римарчук та інші. Розташування села поблизу м. Жмеринки і на перехресті двох автомобільних трас, Могилівської і Барської, має вплив на менталітет і спосіб життя рівчан. Село постачає місту молоко, сир, сметану, сало, м'ясо, городину, фрукти, свіжу рибу. Далеко не всі жмеринчани знають, звідки в їх водопровідні труби тече джерельна вода. Цілодобово її качають насоси з глибинних артезіанських криниць, об лаштованих на сході села. Це екологічно чиста зона, в якій є ліс, ставкова вода, річкові заплави, вільхові і вербові зарослі, рукотворні хвойні насадження, величезні товщі вапнякових відкладів, а під ними лежить водоносна живильна протока питної води.
12 червня 2020 року, відповідно до Розпорядження Кабінету Міністрів України від  № 707-р «Про визначення адміністративних центрів та затвердження територій територіальних громад Вінницької області», увійшло до складу Жмеринської міської громади.
19 липня 2020 року, в результаті адміністративно-територіальної реформи та ліквідації Жмеринського району, село увійшло до складу новоутвореного Жмеринського району.

## Населення

### Мова
Розподіл населення за рідною мовою за даними перепису 2001 року:
| Мова            | Кількість | Відсоток |
| --------------- | --------- | -------- |
| українська      | 676       | 98.26%   |
| російська       | 11        | 1.60%    |
| інші/не вказали | 1         | 0.14%    |
| Усього          | 688       | 100%     |

## Пам'ятки

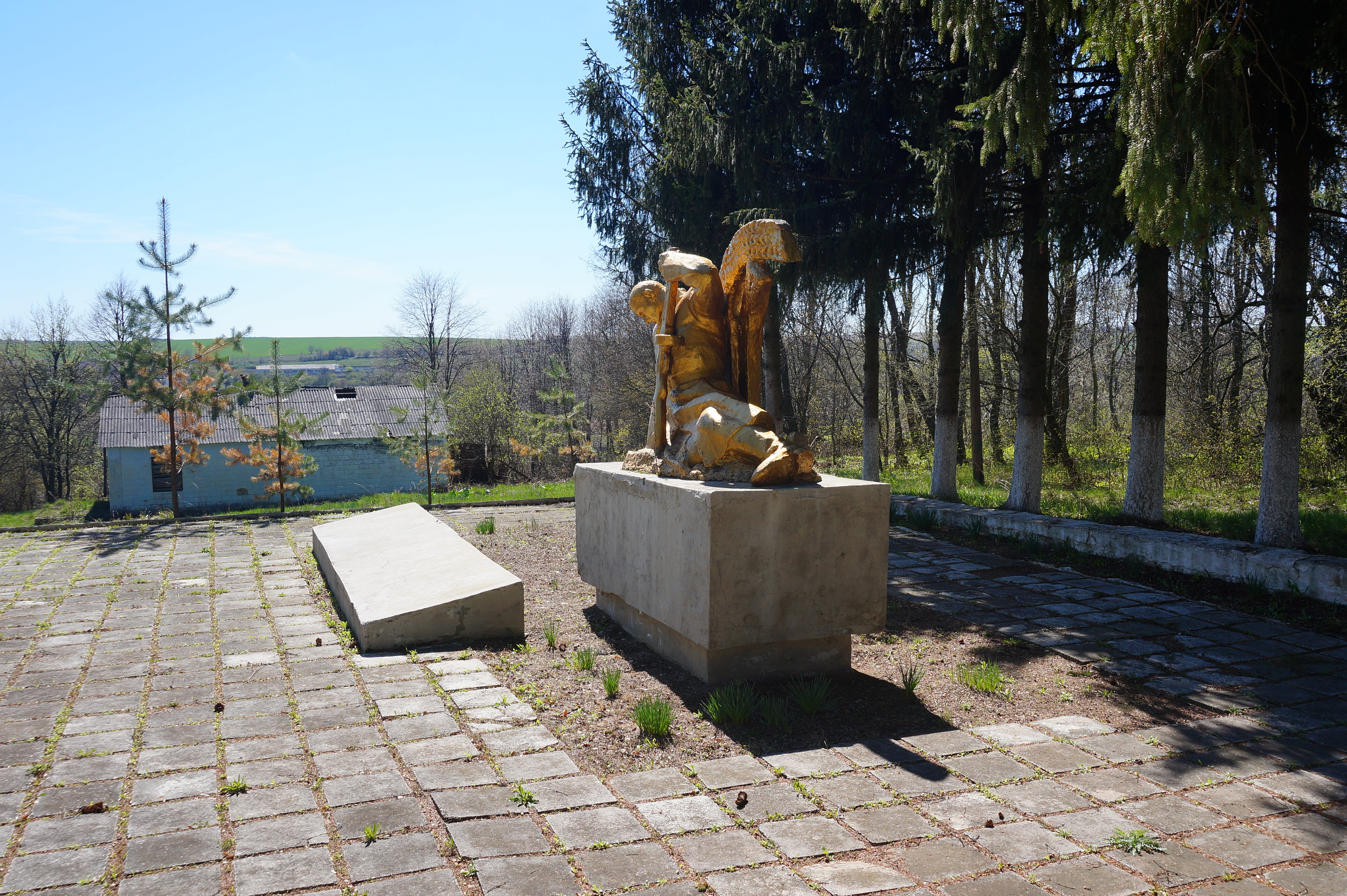
Пам'ятник 176 воїнам-односельчанам, загиблим на фронтах ВВВ

- Група дерев «Липи вікові» — ботанічна пам'ятка природи місцевого значення.
- Рівський — гідрологічний заказник місцевого значення.

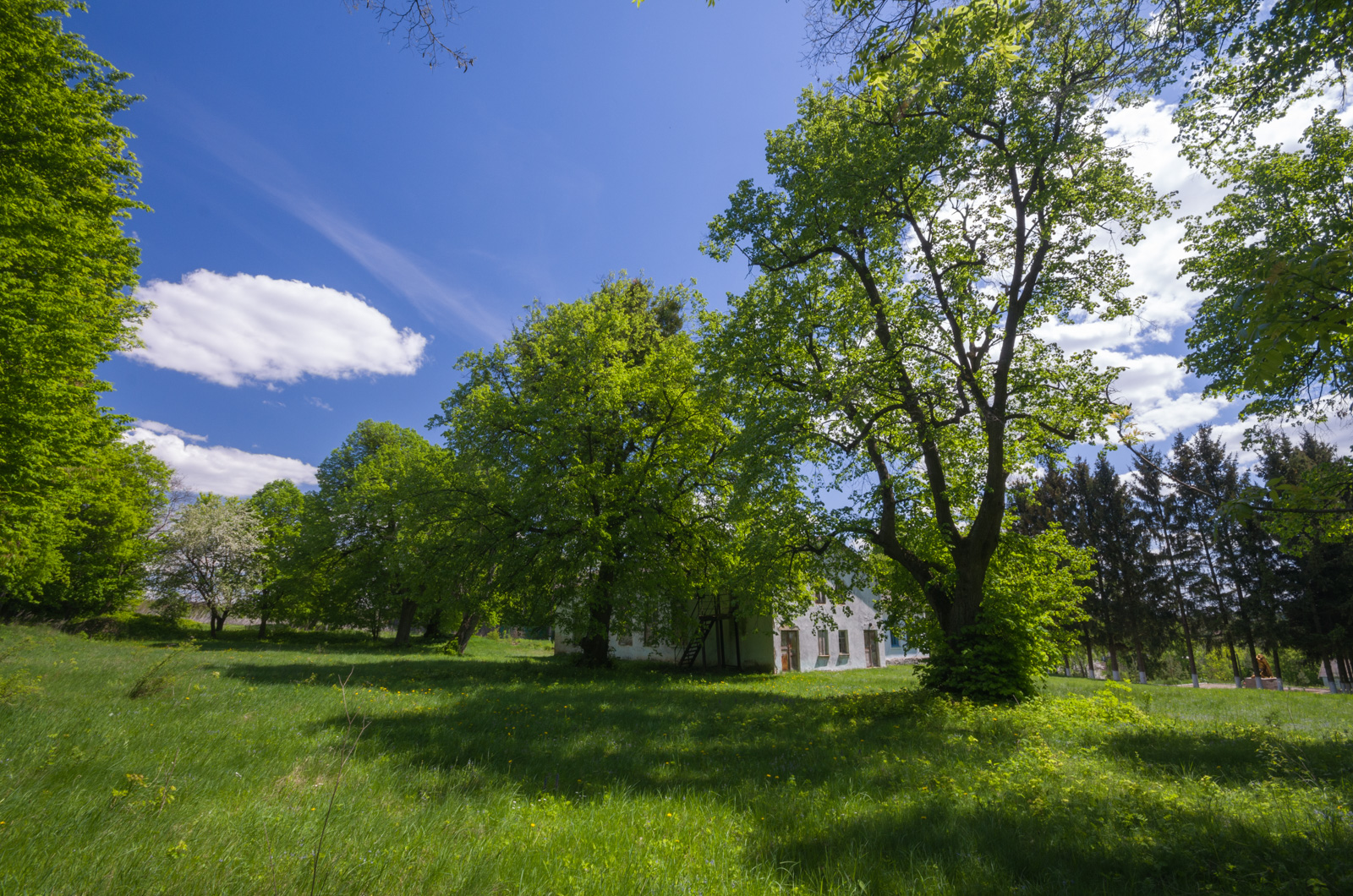
Липи вікові
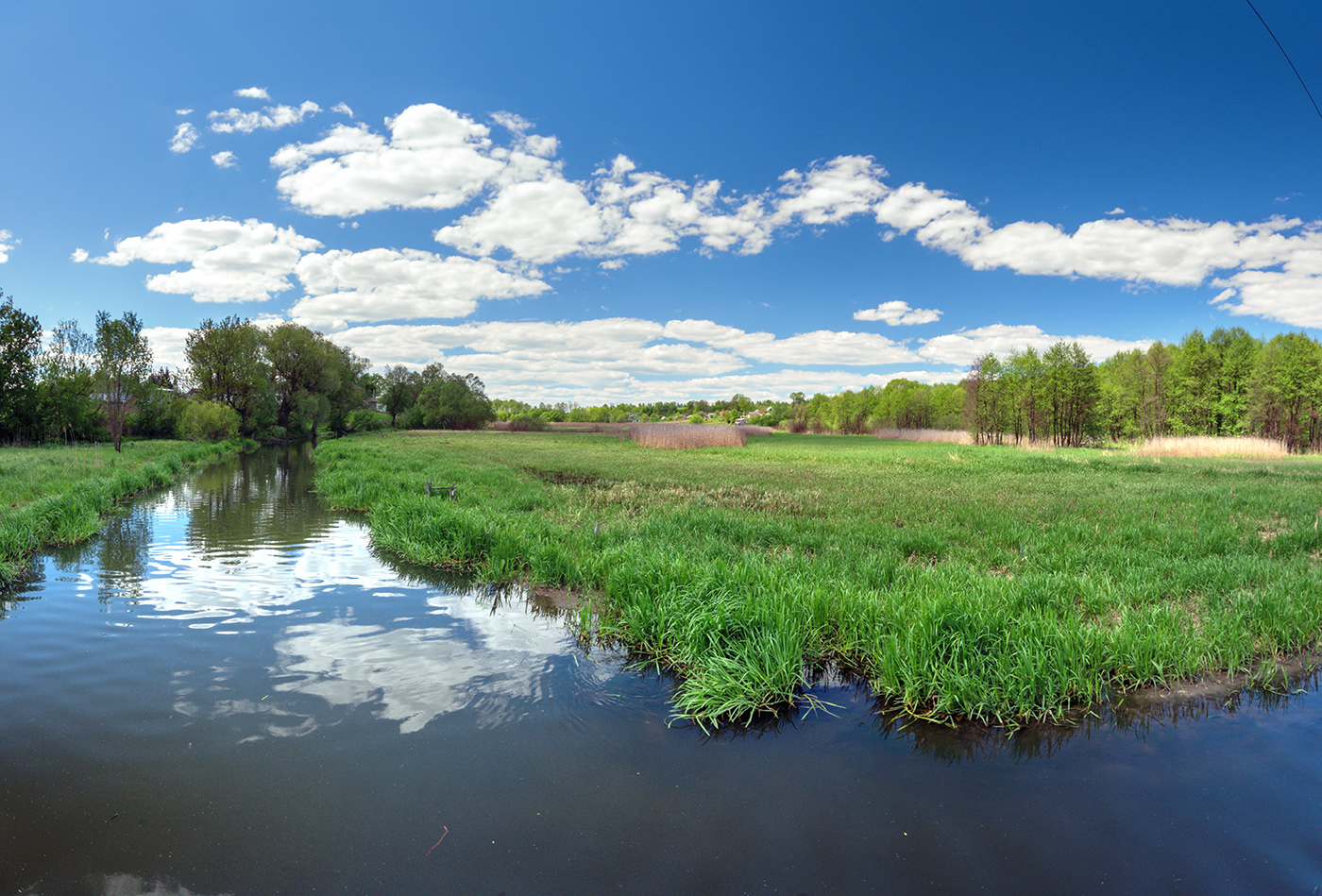
Рівський заказник